# Alexander Nylander
Pour les articles homonymes, voir Nylander.
Alexander Nylander, communément appelé Alex Nylander, (né le 2 mars 1998 à Calgary, dans la province de l'Alberta, au Canada) est un joueur professionnel de hockey sur glace de nationalité suédoise et  canadienne. Il évolue à la position d'ailier gauche.

## Biographie

### Carrière en club
Éligible au repêchage international de la LCH en 2015, il est sélectionné au 12e rang par les Steelheads de Mississauga de la LHO. En septembre 2015, il décide de se joindre aux Steelheads après avoir passé la saison 2014-2015 en Suède avec le AIK IF dans la SuperElit J20 et l'Allsvenskan. Il termine la saison 2015-2016 avec une récolte de 75 points en 57 matchs et remporte le trophée de la famille Emms remis à la recrue de l'année dans la LHO. 
En juin 2016, Nylander qui est admissible pour le repêchage d'entrée dans la LNH est choisi au 8e rang au total par les Sabres de Buffalo. Il signe son premier contrat professionnel avec Buffalo en juillet. Il fait ensuite le saut chez les pros en octobre avec le club-école des Sabres, les Americans de Rochester.
Le 9 juillet 2019, il est échangé aux Blackhawks de Chicago en retour du défenseur Henri Jokiharju. 

### Carrière internationale
Il représente la Suède au niveau international. Il prend part aux sélections jeunes.

### Vie privée
Alexander est le fils du joueur Michael Nylander. Il est né à Calgary alors que son père jouait pour les Flames. Il est également le frère cadet de William Nylander qui est également joueur de hockey sur glace.

## Statistiques

### En club
| Saison     | Équipe                            | Ligue         |     | Saison régulière | Saison régulière | Saison régulière | Saison régulière | Saison régulière |   | Séries éliminatoires | Séries éliminatoires | Séries éliminatoires | Séries éliminatoires | Séries éliminatoires |
| Saison     | Équipe                            | Ligue         | PJ  | B                | A                | Pts              | Pun              | PJ               | B | A                    | Pts                  | Pun                  |                      |                      |
| 2014-2015  | AIK IF                            | SuperElit J20 | 42  | 15               | 25               | 40               | 12               | 2                | 0 | 1                    | 1                    | 0                    |                      |                      |
| 2014-2015  | AIK IF                            | Allsvenskan   | 3   | 0                | 0                | 0                | 0                | 4                | 1 | 1                    | 2                    | 0                    |                      |                      |
| 2015-2016  | Steelheads de Mississauga         | LHO           | 57  | 28               | 47               | 75               | 18               | 6                | 6 | 6                    | 12                   | 2                    |                      |                      |
| 2016-2017  | Americans de Rochester            | LAH           | 65  | 10               | 18               | 28               | 6                | -                | - | -                    | -                    | -                    |                      |                      |
| 2016-2017  | Sabres de Buffalo                 | LNH           | 4   | 0                | 1                | 1                | 0                | -                | - | -                    | -                    | -                    |                      |                      |
| 2017-2018  | Americans de Rochester            | LAH           | 51  | 8                | 19               | 27               | 10               | 3                | 0 | 0                    | 0                    | 0                    |                      |                      |
| 2017-2018  | Sabres de Buffalo                 | LNH           | 3   | 1                | 0                | 1                | 0                | -                | - | -                    | -                    | -                    |                      |                      |
| 2018-2019  | Americans de Rochester            | LAH           | 49  | 12               | 19               | 31               | 12               | -                | - | -                    | -                    | -                    |                      |                      |
| 2018-2019  | Sabres de Buffalo                 | LNH           | 12  | 2                | 2                | 4                | 4                | -                | - | -                    | -                    | -                    |                      |                      |
| 2019-2020  | Blackhawks de Chicago             | LNH           | 65  | 10               | 16               | 26               | 10               | 8                | 0 | 0                    | 0                    | 2                    |                      |                      |
| 2021-2022  | IceHogs de Rockford               | LAH           | 23  | 8                | 8                | 16               | 4                | -                | - | -                    | -                    | -                    |                      |                      |
| 2021-2022  | Penguins de Wilkes-Barre/Scranton | LAH           | 44  | 14               | 16               | 30               | 8                | 6                | 3 | 3                    | 6                    | 0                    |                      |                      |
| 2022-2023  | Penguins de Wilkes-Barre/Scranton | LAH           | 55  | 25               | 25               | 50               | 8                | -                | - | -                    | -                    | -                    |                      |                      |
| 2022-2023  | Penguins de Pittsburgh            | LNH           | 9   | 1                | 1                | 2                | 6                | -                | - | -                    | -                    | -                    |                      |                      |
| 2023-2024  | Penguins de Wilkes-Barre/Scranton | LAH           | 43  | 17               | 15               | 32               | 6                | -                | - | -                    | -                    | -                    |                      |                      |
| 2023-2024  | Penguins de Pittsburgh            | LNH           | 5   | 0                | 0                | 0                | 0                | -                | - | -                    | -                    | -                    |                      |                      |
| 2023-2024  | Blue Jackets de Columbus          | LNH           | 23  | 11               | 4                | 15               | 6                | -                | - | -                    | -                    | -                    |                      |                      |
| Totaux LNH | Totaux LNH                        | Totaux LNH    | 121 | 25               | 24               | 49               | 26               | 8                | 0 | 0                    | 0                    | 2                    |                      |                      |

### En équipe nationale
| Année | Équipe    | Compétition                  |   | PJ | B | A  | Pts | Pun                |  | Résultat |
| 2014  | Suède U17 | Défi mondial -17 ans         | 6 | 2  | 5 | 7  | 0   | Médaille de bronze |  |          |
| 2015  | Suède U18 | Ivan Hlinka -18 ans          | 5 | 2  | 4 | 6  | 6   | Médaille d'argent  |  |          |
| 2016  | Suède U20 | Championnat du monde junior  | 7 | 4  | 5 | 9  | 0   | 4e place           |  |          |
| 2016  | Suède U18 | Championnat du monde -18 ans | 7 | 3  | 8 | 11 | 0   | Médaille d'argent  |  |          |
| 2017  | Suède U20 | Championnat du monde junior  | 7 | 5  | 7 | 12 | 0   | 4e place           |  |          |
| 2018  | Suède U20 | Championnat du monde junior  | 7 | 1  | 6 | 7  | 2   | Médaille d'argent  |  |          |